# Ђорђе Нешић (народни херој)
Ђорђе Ђоле Нешић (Београд, 12. мај 1924 — Београд, 30. новембар 1992) био је учесник Народноослободилачке борбе, друштвено-политички радник СР Србије и народни херој Југославије.

## Биографија
Рођен је 12. маја 1924. године у Београду, где је завршио основну школу и механичарски занат. Као 14-годишњи шегрт, определио се за раднички покрет, и већ тада извршавао задатке које су му поверавали старији другови, синдикални и партијски руководиоци. Његов отац Драгутин био је солунски борац, носилац Карађорђеве звезде са мачевима и Обилића медаље.
Окупација Југославије 1941. године, затекла га је у Београду, где је, одмах после Априлског рата, постао руководилац омладинског актива на Сењаку, у Београду. Био је обавештен о припремама устанка и о стварању партизанских одреда ван Београда и борбених група у самом Београду. Дана 28. августа, посредством партијске везе, напустио је Београд и ступио у Први шумадијски партизански одред.
После Прве непријатељске офанзиве и повлачења главнине српских одреда у Санџак, остао је да се и даље бори на територији Шумадије. Током најтежег времена за Народноослободилачки покрет (НОП) у централној Србији (од краја 1941. до 1944), истакао се храброшћу и сналажљивошћу. У чланство Комунистичке партије Југославије (КПЈ) примљен је на свој деветнаести рођендан, 12. маја 1943. године.
Нешић је у Првом шумадијском одреду био најпре борац, а са стицањем борбеног искуства је постао десетар, па затим командир чете, потом обавештајни официр батаљона Прве шумадијске бригаде и, на крају, обавештајни официр Друге пролетерске дивизије.

### Послератни период
Извесно време после рата, Нешић је био официр Одељења за заштиту народа (ОЗН), потом Управе државне безбедности (УДБ), па је учествовао у свим значајнијим акцијама хватања и уништавања заосталих и убачених непријатељских група. Био је и у групи која је учествовала у хватању Драже Михаиловића, 1946. године. По окончању акције, прекршио је правило службе и супрузи Душици испричао о учешћу у акцији хапшења, због чега је кажњен партијским укором од стране министра унутрашњих послова ФНРЈ Александра Ранковића, док је по наређењу начелника Озне за Србију Слободана Пенезића Крцуна провео 30 дана у затвору, од чега део на ноћном дежурству у ћелији самог Михаиловића.
После демобилизације, био је на разним дужностима. Поред осталог, био је директор спољнотрговинског предузећа „Прогрес” у Београду, затим од 1963. до 1967. економски саветник југословенске амбасаде у Канади, а од 1967. до 1972. економски саветник у Софији. И након одласка у пензију, остао је активан друштвено-политички радник.
Умро је 30. новембра 1992. године у Београду и сахрањен је у Алеји народних хероја на Новом гробљу у Београду.
Носилац је Партизанске споменице 1941. и других југословенских одликовања, међу којима су Орден заслуга за народ са златном звездом и Орден за храброст. Орденом народног хероја одликован је 7. јула 1953. године.